# Anthony Romero
Anthony D. Romero (New York, 9 juli 1965) is een Amerikaans advocaat en burgerrechtenactivist. Hij is directeur van de American Civil Liberties Union. Die organisatie levert advocaten en rechtsbijstand als wordt vermoed dat de rechten van Amerikaanse burgers worden geschonden of in het geding zijn.

## Levensloop
Romero werd in The Bronx geboren als zoon van Puerto Ricaanse ouders.
Hij slaagde aan de Woodrow Wilson School of Public and International Affairs (Princeton) in 1987 en de Stanford Law School (Stanford). Hij is lid van de New York Bar.
In september 2001, een week voor de aanslagen op 11 september 2001, werd hij benoemd tot directeur van de American Civil Liberties Union. Hij is de eerste homoseksueel en eerste Latijns-Amerikaan die het instituut aanvoert. Tijdens zijn beleid heeft hij het budget evenals het aantal medewerkers van het instituut weten te verdubbelen.
Tijdens de regering van George W. Bush voerde hij oppositie tegen diens 'strijd tegen terrorisme', onder ander tegen de Patriot Act, waarmee de Amerikaanse overheid vergaande rechten kreeg om burgers te controleren.

## Erkenning
In 2005 werd Romero door Time Magazine uitgeroepen tot een van de vijfentwintig meest invloedrijke Latijns-Amerikanen. Daarnaast noemde het tijdschrift hem de kampioen van de burgerrechten. In 2009 ontving hij de Four Freedoms Award voor vrijheid van meningsuiting.